# John Franklin
John Franklin (ur. 16 kwietnia 1786 w Spilsby, zm. 11 czerwca 1847) – brytyjski oficer, żeglarz i badacz Arktyki.

## Młodość i wczesne lata służby
John Franklin, syn Willinghama Franklina i Hannah z d. Weekes urodził się w Spilsby w hrabstwie Lincolnshire w Anglii. Uczył się w szkołach w St Ives i Louth i wcześnie zainteresował życiem żeglarza, co jednak początkowo spotkało się z oporem ojca, kupca. Po rejsie na statku handlowym do Lizbony ojciec zgodził się na wysłanie syna do Royal Navy. W 1800 roku Franklin wstąpił do załogi HMS „Polyphemus” i 2 kwietnia 1801 roku wziął udział w bitwie pod Kopenhagą. Niedługo potem wrócił do Anglii, a rodzice zapewnili mu miejsce w załodze HMS „Investigator”, okrętu hydrograficznego, który pod dowództwem Matthew Flindersa jako pierwszy okrążył Australię. Flinders był skoligacony z rodziną Franklina i uczył młodego midszypmena nawigacji morskiej. „Investigator” pozostał w Sydney, a załoga miała wrócić do Anglii na „Porpoise”, ten jednak osiadł na rafie i Franklin z pozostałymi musiał czekać sześć tygodni, aż Flinders sprowadzi pomoc. Franklin powrócił do ojczyzny przez Kanton latem 1804 roku.
Następnym okrętem, na którym Franklin służył, był HMS „Bellerophon”. W trakcie wojen napoleońskich wziął on udział w blokadzie Brestu i październiku 1805 roku w bitwie pod Trafalgarem, gdzie pełnił funkcję sygnalisty. Następnie został przeniesiony na HMS „Bedford” i 11 lutego 1808 roku został awansowany do stopnia porucznika. Podczas wojny brytyjsko-amerykańskiej wziął udział w ofensywie na Nowy Orlean i został ranny w bitwie na jeziorze Borgne. W maju 1815 wrócił do Anglii. Krótko służył na „Forth”, po czym po zakończeniu wojen został zwolniony ze służby, wraz z wieloma innymi młodymi oficerami.
W 1818 roku admiralicja brytyjska rozpoczęła działania badawcze, w celu znalezienia krótszej drogi na Daleki Wschód przez Arktykę. Franklin został dowódcą brygu „Trent” w wyprawie na Ocean Arktyczny, kierowanej przez Davida Buchana (dowodzącego barkiem „Dorothea”). Na północ od Svalbardu statki zatrzymał pak lodowy, który poważnie uszkodził „Dorotheę” i wyprawa powróciła jedynie z wiadomością, że na północy nie ma otwartego morza.

## Ekspedycja Coppermine (1819)

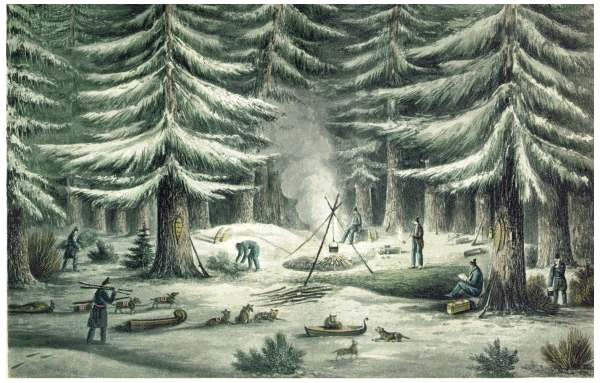
Budowa zimowego obozu w 1820 roku

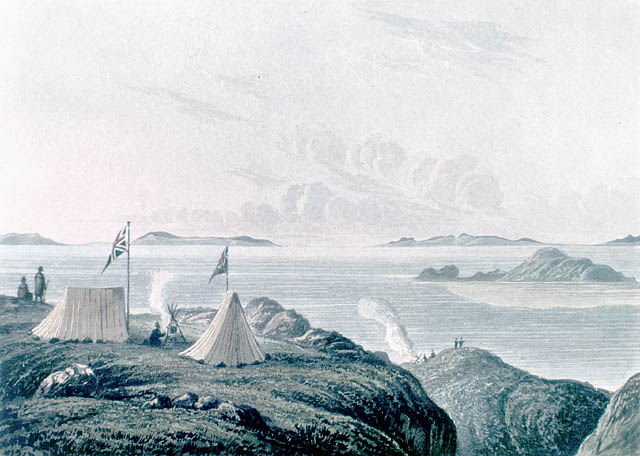
Obóz Franklina u ujścia Coppermine w 1821 roku

W 1819 roku Franklin dostał trudne zadanie poprowadzenia ekspedycji lądowej dla zbadania wybrzeża kontynentu od Zatoki Hudsona do ujścia rzeki Coppermine, które w 1771 roku odkrył Samuel Hearne. Kompania Zatoki Hudsona i Kompania Północno-Zachodnia obiecały pomoc, ale ich możliwości działania tak daleko na północ były bardzo ograniczone. Wyprawa wyruszyła 23 maja 1819 roku i 30 sierpnia dotarła do York Factory w Manitobie w Kanadzie. Otrzymawszy tylko jedną łódź i załoganta od Kompanii Zatoki Hudsona, Franklin musiał pozostawić dużą część zapasów już na początku wyprawy. Poprzez posterunki Kompanii w Saskatchewan, nad jeziorem Athabaska i nad Wielkim Jeziorem Niewolniczym wyprawa dotarła na skraj nieznanych terytoriów. 20 sierpnia 1820 roku założyła obóz zimowy nazwany Fort Enterprise. Oprócz niedoboru zapasów, pojawiły się problemy z uzyskaniem pomocy indiańskich przewodników i łowców. Po dotarciu do ujścia Coppermine, wbrew nadziejom Franklina nie udało się nawiązać kontaktu z Inuitami. 20 ludzi z dwoma kanadyjkami zbadało tereny położone na wschód od niego po półwysep Kent, po czym zawróciło wzdłuż rzeki Hood. Przez uszkodzenie łodzi podróżnicy byli zmuszeni wędrować głównie pieszo, a wkrótce jedynym dostępnym pokarmem stały się porosty. Dziewięciu ludzi zginęło z głodu lub wychłodzenia, jeden został zamordowany, a jego zabójca, podejrzany o kanibalizm tubylczy przewodnik, został zastrzelony przez chirurga Johna Richardsona. Po dotarciu do Fort Enterprise podróżnicy nie znaleźli obiecanych zapasów; Franklin był bliski śmierci głodowej. Dopiero trzy tygodnie później, 7 listopada 1821 roku, jeden z członków wyprawy, George Back, sprowadził na pomoc Indian. Franklin wrócił do Anglii jesienią 1822 roku. Podróżnicy przebyli ogółem dystans ponad 8000 km. Pomimo że wyprawa przyniosła niewiele odkryć za cenę życia ludzkiego i wielu cierpień, Franklin został okrzyknięty bohaterem, został awansowany i przyjęty do Royal Society. W nawiązaniu do przeżytych trudów nadano mu przezwisko „człowieka, który zjadł własne buty”, a jego książka „Narrative of a Journey to the Shores of the Polar Sea” spotkała się z zainteresowaniem i uznaniem.

## Druga ekspedycja arktyczna (1824)
W Anglii Franklin przygotowywał plan drugiej, lepiej zabezpieczonej wyprawy arktycznej, a 19 sierpnia 1823 ożenił się z poetką Eleanor Anne Porden i wkrótce doczekał córki. Admiralicja zaakceptowała plan i 16 lutego 1825 podróżnik wyruszył do Nowego Jorku, wysławszy wcześniej transport zapasów do Kanady. W Stanach otrzymał wiadomość o śmierci żony, chorej na gruźlicę. Franklin ruszył na północ i po wstępnym rekonesansie wzdłuż rzeki Mackenzie spędził zimę nad Wielkim Jeziorem Niedźwiedzim. 4 lipca 1826 dwie grupy badawcze, kierowane przez Franklina i Richardsona wyruszyły od ujścia Mackenzie na zachód i wschód, by skartować nieznane wybrzeże. Richardson dotarł do ujścia Coppermine; Franklin napotkał na trudne warunki i dotarł tylko do Prudhoe Bay na Alasce, nie napotykając łodzi, którą wysłał mu naprzeciw Frederick William Beechey; tym niemniej wyprawa zakończyła się sukcesem. Podróżnicy wrócili do Anglii w 1827 roku. Franklin ponownie wydał swoje dzienniki. Został uhonorowany złotym medalem paryskiego towarzystwa geograficznego, 29 kwietnia 1829 roku otrzymał tytuł kawalera, a w czerwcu Uniwersytet Oksfordzki w czerwcu przyznał mu honorowy tytuł doktora prawa cywilnego (DCL).

## Tasmania

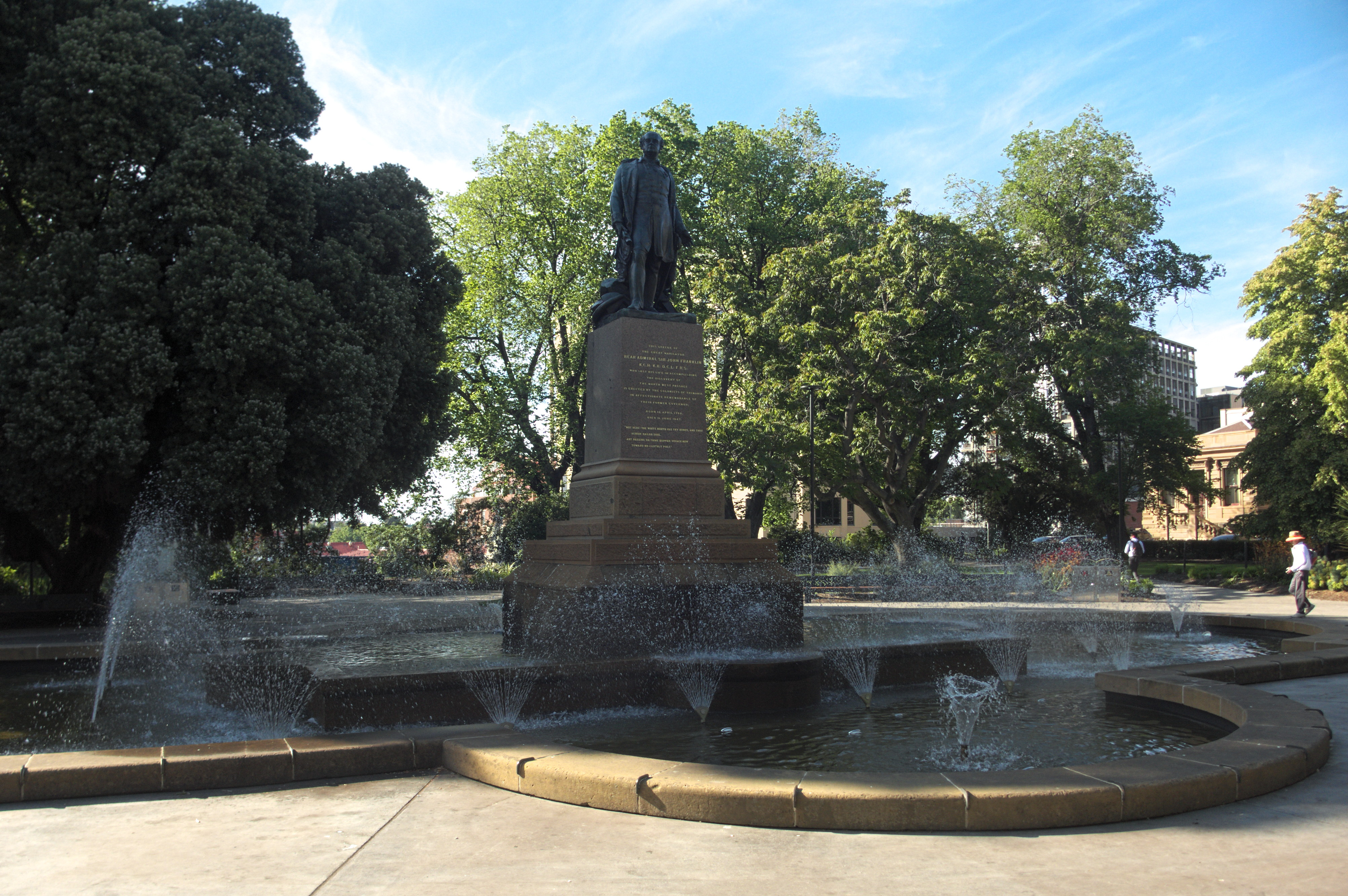
Pomnik Franklina na placu jego imienia w Hobart na Tasmanii, z epitafium autorstwa Alfreda Tennysona, szwagra Franklina

Franklin odnowił znajomość z Jane Griffin, przyjaciółką zmarłej żony, a 5 listopada 1828 roku wziął z nią ślub. Admiralicja zaproponowała mu stworzenie planu dalszych badań, jednak nieoczekiwanie otrzymawszy go zapowiedziała zaprzestanie badań arktycznych. W latach 1830–1833 Franklin dowodził fregatą „Rainbow” na Morzu Śródziemnym, głównie pilnując greckich wybrzeży w trakcie wojny o niepodległość Grecji. Za swoją służbę dyplomatyczną otrzymał grecki Order Zbawiciela i Order Gwelfów. W kwietniu 1836 roku przyjął propozycję objęcia stanowiska gubernatora Ziemi Van Diemena (obecnej Tasmanii), która wciąż jeszcze funkcjonowała jako kolonia karna. Nie mając odpowiedniego doświadczenia, pomimo zasług dla rozwoju dobrobytu zwykłych kolonistów i skazańców oraz ograniczenia korupcji, uwikłał się w konflikt z biurem kolonialnym. Na skutek intryg nieprzyjaznego mu ministra wojny i kolonii lorda Edwarda Stanleya ustąpił w 1843 roku.

## Ostatnia ekspedycja arktyczna (1845)

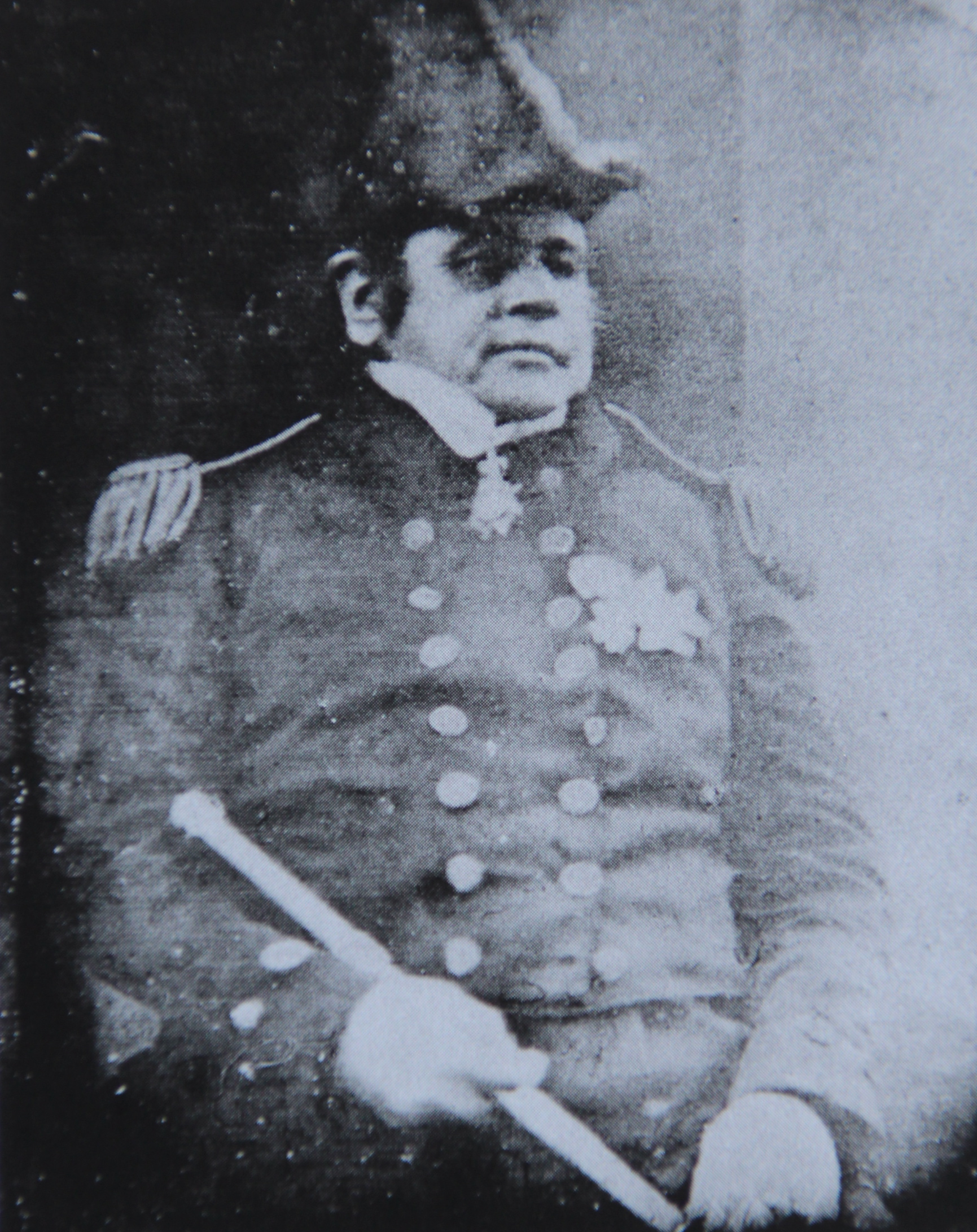
Zdjęcie (dagerotyp) Franklina wykonane przed wyruszeniem w ostatnią wyprawę

W międzyczasie admiralicja powróciła do planów badań kanadyjskiej Arktyki. Pomimo wątpliwości związanych z jego wiekiem, w lutym 1845 roku Franklin otrzymał dowództwo kolejnej wyprawy, mającej przepłynąć z Morza Baffina na Morza Beringa i tym samym zakończyć poszukiwania Przejścia Północno-Zachodniego. 19 maja 1845 roku specjalnie przygotowane okręty HMS „Erebus” i HMS „Terror” wyruszyły w wyprawę i ostatni raz były widziane (przez wielorybników) w lipcu tego roku.
Po trzech latach, gdy wyprawa nie dała znaku życia, wysłano na poszukiwanie pierwszą, a następnie około 30 innych wypraw „franklinowskich”. Organizowane przez admiralicję, lady Jane Franklin, Kompanię Zatoki Hudsona i innych wyprawy, operujące głównie między 1849 a 1859 rokiem, ostatecznie odkryły szczegóły dalszych losów wyprawy, choć nie znalazły wraków. Franklin spędził zimę 1845–46 na wyspie Bechey w Cieśninie Barrowa, okrążył Wyspę Cornwallisa i nie mogąc podążyć na północ i zachód, zgodnie z rozkazami popłynął na południe, ku zbadanym wcześniej przez siebie wybrzeżom. Okręty uwięzły w lodach w Cieśninie Wiktorii między Wyspą Wiktorii i Wyspą Króla Williama, i nie były w stanie płynąć dalej ani w następnym, ani kolejnym roku. Znaleziona notatka zastępcy dowódcy, kpt. Francisa Croziera, informowała, że Franklin zmarł 11 czerwca 1847 roku, a pozostali przy życiu ludzie planowali opuścić okręty. Na skutek głodu, zimna i chorób wszyscy zginęli w drodze na południe. Okręty Franklina ostatecznie odnaleziono w 2014 i 2016 roku, jednak miejsce pochówku dowódcy pozostaje nieznane.

## Upamiętnienie
Dramatyczne wydarzenia towarzyszące pierwszej arktycznej wyprawie dowodzonej przez Franklina i tajemnica otaczająca ostatnią sprawiły, że stał się on dla dziewiętnastowiecznej opinii publicznej ucieleśnieniem bohaterskiego polarnika. Zaangażowanie lady Jane Franklin w poszukiwania zaginionego męża przez lata podtrzymywało zainteresowanie jego losami.
Oprócz wysiłków poszukiwawczych, wyprawa i jej dowódca zostali upamiętnieni w licznych dziełach malarskich, literackich i muzycznych. Do wyprawy nawiązują m.in. powieści „Podróże i przygody kapitana Hatterasa” (1866) autorstwa Julesa Verne’a, „Solomon Gursky Was Here” (1989) Mordecaia Richlera i „Terror” (2007) Dana Simmonsa, a życiem Franklina inspirowane są „Odkrywanie powolności” (1983) Stena Nadolnego i „Pragnienie” (2009) Richarda Flanagana. Powieść "Terror" została zekranizowana, rolę Franklina zagrał irlandzki aktor Ciarán Hinds.
Poniższe obiekty geograficzne zostały nazwane na cześć Johna Franklina:
- Cieśnina Franklina (północna Kanada)[15],
- Dystrykt Franklina (północna Kanada, obecnie część terytorium Nunavut)[16],
- Góry Franklina (północna Kanada)[15],
- Zatoka Franklina (północna Kanada)[15].